# Overnight Sensation
Overnight Sensation, hårdrocksgruppen Motörheads sextonde musikalbum, utgivet 15 oktober 1996.
Overnight Sensation var det första albumet med trion Phil Campbell, Lemmy och Mikkey Dee. Gitarristen Würzel hade lämnat bandet 1995 efter elva år som medlem. Albumet innehåller några numera klassiska Motörheadlåtar som "Civil War" och "Overnight Sensation".

## Låtlista
1. Civil War - 3:01
2. Crazy Like a Fox - 4:32
3. I Don't Believe a Word - 6:31
4. Eat the Gun - 2:13
5. Overnight Sensation - 4:10
6. Love Can't Buy You Money - 3:06
7. Broken - 4:34
8. Them Not Me - 2:47
9. Murder Show - 3:03
10. Shake the World - 3:29
11. Listen to Your Heart - 3:45